# SV Waldhof Mannheim
Maillots
Actualités
Le SV Waldhof Mannheim est un club allemand de football fondé le 11 avril 1907 et basé à Mannheim.

## Dates Clés
- 1907 : fondation du club (le 11 avril)
- 1975-1978 : le club fut renommé SV Chio Waldhof 07.
- 1983-1990 : en 1re division
- 1990-1997 : en 2e division
- 1997-1999 : en Regionalliga Sud (ligue régionale, plus haute ligue non-professionnelle)
- 1999-2003 : en 2e division
- 2003 : le club n'obtient pas la licence pour pouvoir jouer en ligue régionale et doit désormais évoluer en Oberliga[1]

## Histoire

### Début du SV Mannheim
En 1905, des jeunes du quartier ouvrier de Waldhof, dans le nord de Mannheim, fondent une équipe appelée Ramelia Football Company. Au départ, le football ne se joue que dans les rues et sur les terrains libres de la banlieue, mais les premiers matches ont lieu après que les autorités du district se soient enregistrées sur le terrain d'exercice dans le district de Käfertal. Grâce aux contacts des membres du club avec l'usine de miroirs locale de Saint-Gobain, un terrain de football a pu être aménagé sur le site de l'entreprise.
Cet endroit, appelé "Schlammloch" (littéralement "trou de boue") en raison de son mauvais état, a également été la raison d'une rapide fusion avec le MFC Phoenix 02 Mannheim, qui à cette époque avait les mêmes problèmes pour jouer. Le 11 avril 1907, 42 jeunes hommes des deux clubs fondent une nouvelle association à l'auberge Zum Tannenbaum, nommée SV Waldhof 07, aux couleurs bleu-noir-bleu. Le premier président est le caissier de banque Emil Menton, le capitaine de la première équipe s'appelle Fritz Streckfuß.
Le nouveau SVW club est enregistré le 12 mars 1908 par l'Association des clubs de football d'Allemagne du Sud et peut ainsi participer au championnat du Neckargau dès la saison 1908-1909. Un nouveau terrain avec une tribune en bois, le "Sandacker", est inauguré en 1911 derrière la Waldhofschule (l'École Waldhof) pour pouvoir jouer le Championnat de Division B Ouest. En 1912, le club est promu en Division A et en 1914, rejoint pour la première fois la première division. Pendant la Première Guerre mondiale, le jeu s'arrête, seules des parties de football dites « d'aide à la guerre » ont lieu. Ce n'est qu'à partir de la saison 1919-1920 que le football régulier est à nouveau pratiqué. Le SV Waldhof se classe deuxième du groupe Odenwaldkreis Nord du championnat d'Allemagne du Sud, derrière le 1.FC Nuremberg.
En 1921, le jeune joueur de niveau national Sepp Herberger devient l'objet d'une affaire. Herberger avait suscité l'intérêt des clubs concurrents de Mannheim et avait déjà reçu 10 000 Reichsmark pour un transfert au Phönix Mannheim, quand il s'était décidé en faveur de VfR Mannheim. On lui avait proposé de l'héberger gratuitement et de travailler à la Dresdner Bank. Herberger s'est donc attiré à la fois le mécontentement des Waldhöfer, qui l'insultent et le désignent comme "traître", et les sanctions de la Fédération de football de l'Allemagne du Sud pour violation du statut d'amateur. Après qu'il eut remboursé l'argent, son interdiction de jouer fut levée et il devint joueur du VfR.
En 1923, la ville donne au SVW un terrain situé dans les bois, près d'un champ de tir — aujourd'hui Alsenweg — où le club a, depuis lors, toujours conservé son siège. Jusqu'à l'arrivée au pouvoir des national-socialistes, le SVW se qualifie à plusieurs reprises pour le dernier tour du championnat d'Allemagne du Sud, mais ne remporte aucun titre de champion. Le plus grand rival du club, dans ces années 1920, est le VfL Neckarau situé dans la partie sud de la ville.

### SVM devient un club national
Avec l'arrivée au pouvoir des nazis, le football en Allemagne est réorganisé et "synchronisé", avec la création de 16 Gauligen. En remportant le titre de Gauliga Baden, le SVW se qualifie pour le dernier tour du championnat d'Allemagne 1933-1934, mais la demi-finale à Düsseldorf contre le futur champion FC Schalke 04 est perdue 2-5 devant 2 000 supporteurs de Waldhof qui ont voyagé avec l'équipe, alors qu'à dix minutes de la fin le score était encore de 2-2. La saison suivante, Waldhof termine troisième derrière VfR et VfL Neckarau à Mannheim. En coupe, appelée Tschammerpokal, l'ancêtre de la Coupe d'Allemagne, le SVW connaît une nouvelle défaite en demi-finales face au 1. FC Nuremberg, sur le score de 0-1. En 1935-36 et 1936-37, Waldhof ne dépasse pas les phases de groupe. Otto Siffling, qui participe aux Championnats du monde de 1934 et 1938 et marque cinq des huit buts du légendaire match des « Onze de Wroclaw » en 1937, est considéré comme le meilleur joueur du SVW des années 1930. Il meurt à l'âge de 27 ans des suites d'une grave maladie.
Une nouvelle fois dans le dernier carré en 1939-1940, premier championnat de guerre, Waldhof est à nouveau battu en demi-finale par les vieux rivaux du FC Schalke 04. À l'occasion des deux matches de classement pour la troisième place contre le SK Rapid Wien, la presse parle des « garçons de Waldhof » en raison du jeune âge de nombreux joueurs du SVW, une tradition de jeunesse qui accompagne le club jusqu'à ce jour. La même année, le club connaît son plus grand succès en Coupe à ce jour avec sa qualification en finale contre le 1.FC Nuremberg, qui se solde par une défaite 2-0.

### Après-guerre et amateurisme
Après la Seconde Guerre mondiale et les difficultés qu'elle a entraînées dans le maintien des opérations de jeu - y compris le risque de raids aériens et la perte de spectateurs et de revenus qui en résulte - les autorités de la zone d'occupation américaine permettent la création d'une ligue du Sud en 1945. En 1947, le SVW arrive deuxième et se serait qualifié pour le tour final du championnat d'Allemagne si un tel championnat avait eu lieu.
Dans les années 1950, le SVW joue médiocrement en Oberliga Süd et en 1954, il est relégué en championnat 2. Liga Süd, ce qui signifie que pour la première fois depuis 40 ans, le club ne joue pas bien. Après sa promotion en 1958, le club se transforme en une équipe-ascenseur entre Oberliga et deuxième division et ne se qualifie donc pas pour la Bundesliga, nouvellement créée pour la saison 1963-1964. Les ligues régionales ont été créées en tant que deuxième division allemande derrière la Bundesliga, à laquelle le SVW participe jusqu'à sa relégation en 1970. Après deux ans en 1re Amateurliga Nordbaden, Waldhof remonte pour la saison 1973-1974 en 2. Bundesliga, nouvellement créée et composée d'un groupe Nord et Sud, avec le VfR Mannheim, qui se maintient seulement une année.
En 1972, le club change son nom pour devenir Chio Waldhof 07 et reçoit 190.000 DM de Chio Chips. En 1975, le club est rebaptisé SV Chio Waldhof 07, puis SV Waldhof Mannheim 07 en 1978. Il s'installe dans le milieu de classement de la 2e division. En 1981, le club se qualifie pour la nouvelle 2e Bundesliga à une seule poule, car suffisamment de points ont été marqués au cours des saisons concernées. Après la saison 1982-83, Waldhof est le 36e club de Bundesliga à être promu depuis sa création.

### Montée en 1983 et maintient durant7 ansen Bundesliga
La SVW a commencé la première année avec l'entraîneur Klaus Schlappner, neuf joueurs sur 20 venaient de leur propre jeunesse. Comme aucun des stades de Mannheim, y compris le stade d'Alsenweg, n'était adapté à l'époque à la première division, ils ont dû se déplacer vers le stade Südwest de Ludwigshafen. Dans un premier temps, une dérogation d'un an a été accordée, car les matches à domicile sur un territoire éloigné de l'association (en l'occurrence sur le territoire du Südwestdeutscher Fußballverband) étaient effectivement interdits. Le déménagement vers le Palatinat n'a pas été accepté avec bonne volonté par le concurrent de la ligue, le 1.FC Kaiserslautern redoutait une perte de spectateurs. Au cours de la saison d'ascension 1983/84, le SV Waldhof a enregistré une moyenne de spectateurs nettement supérieure (26 982 spectateurs) à celle de ses rivaux de la Pfälzer Liga (19 017 spectateurs), mais la moyenne de la SVW n'a cessé de baisser au cours des années suivantes.
Au cours des premières années d'excellence, le club, qui a joué presque exclusivement avec ses propres pousses, a fait sensation dans tout le pays. Klaus Schlappner et son équipe ont réussi à s'établir dans l'élite allemande avec leur fraicheur. Jürgen Kohler, Christian Wörns et Maurizio Gaudino se sont rapidement fait un nom et sont même devenus des joueurs nationaux. Uwe Zimmermann dans le but, Fritz Walter en attaque, Günter Sebert en défense et Alfred Schön au milieu de terrain ont été les piliers de l'équipe du nouveau venu en Bundesliga. Lors de la deuxième saison de Bundesliga 1984/85, le "Waldhof-Buben" a raté l'entrée en Coupe UEFA uniquement à cause de la plus mauvaise différence de buts. Au cours de la saison 1985-1986, le SV Waldhof a atteint les demi-finales de la Coupe d'Allemagne, où l'équipe s'est inclinée face au FC Bayern Munich, futur vainqueur. Au cours de la saison 1989/90, les matches à domicile ont de nouveau eu lieu au stade Waldhof, d'autant plus que le stade de Ludwigshafen est devenu trop cher et qu'il a fallu tenir compte de la perte générale de spectateurs dans la plus haute ligue allemande. Sous la houlette de l'entraîneur Günter Sebert, la saison a très bien commencé, avec même l'espoir d'une place en Coupe UEFA (notamment une victoire à domicile contre le Bayern Munich et une victoire 4-0 contre le rival de Kaiserslautern), mais les blessures ont augmenté, surtout chez les titulaires, de sorte que le club a dû jouer en deuxième division à la fin de la saison.

### Tentatives de remontée et descente en 1997
Après deux tentatives de promotion ratées de justesse en 1991-1992 et 1992-1993, le SV Waldhof a pu inaugurer son nouveau domicile, le stade Carl-Benz, lors de la saison 1994-1995. On espérait que cela aiderait non seulement le club à retrouver sa place en Bundesliga, mais qu'il rendrait également possible la restructuration financière qui s'était avérée nécessaire entre-temps.
Au lieu de cela, lorsque la promotion de la saison 1994-1995 a été manquée de justesse, une crise de leadership au Présidium sous le Président Wilfried Gaul est devenue de plus en plus apparente. En raison de fréquents changements d'entraîneurs, de mauvais achats et de querelles personnelles dans l'environnement, le club a eu de plus en plus de problèmes, tant sur le plan sportif que financier.
La crise a atteint son premier point bas en 1997 avec la relégation au championnat régional. Le club, qui a été durement touché financièrement, a réussi à revenir au football professionnel après deux ans dans la saison 1998-1999 sous la direction de l'entraîneur Uwe Rapolder avec une équipe qui avait été rajeunie.
Après le retour au football professionnel, l'objectif de la Bundesliga a été atteint en très peu de temps, grâce à l'argent des sponsors, en particulier de la société Sportwelt. Cependant, lorsque l'entreprise a dû déclarer faillite et cesser ses paiements, les problèmes financiers du club se sont de nouveau aggravés.
En 2001, le SV Waldhof était sur le point d'accéder à la Bundesliga. La dernière journée, l'équipe a mené à domicile contre le 1. FSV Mayence 05 avec 4-0 et étaient quinze minutes avant la fin du match à la troisième place de la promotion. Le 1. FC Nuremberg, déjà promu, a cependant été battu par le concurrent à la promotion du FC St.Pauli, qui a ainsi prit la troisième place au SV Waldhof et acquis la promotion.
Les attentes des supporters et du présidium ayant fortement augmenté après la promotion ratée de justesse, Rapolder a dû quitter le club la saison suivante après un mauvais début de saison. En 2002, la démission du président Wilfried Gaul, entre-temps controversé, a suivi. Cette étape, cependant, n'a pas apporté la paix dans le club et les querelles au sein de la haute direction se sont poursuivies.

### 5 ansen Oberliga
Avec la relégation renouvelée de la 2e Bundesliga en 2003, l'ampleur de la crise financière est devenue évidente. La non-attribution de la licence pour la ligue régionale a entraîné une relégation directe à la ligue supérieure du Bade-Wurtemberg. Après de nouvelles querelles de direction, le club a tenté en 2004, sous une nouvelle présidence dirigée par Hans-Joachim Bremme, de laisser derrière lui les querelles des dernières années, de retrouver ses forces et de regagner le crédit qu'il avait acquis auprès des supporters et sponsors.
Pour la saison 2005-2006, de nombreux nouveaux joueurs ayant une expérience professionnelle ont été recrutés pour la promotion dans la ligue régionale. Le budget a été porté à 1,2 million d'euros, même si le club n'a toujours pas été en mesure d'utiliser pleinement ses ressources financières, malgré une situation financière un peu plus détendue entre-temps.
En avril 2007, le club a célébré son 100e anniversaire. À cette occasion, le FC Bayern Munich a donné une prestation en tant qu'invité lors d'un match amical au stade Carl-Benz, où les garçons de Waldhof n'ont perdu que 1-2.
Après que l'objectif de la saison 2006-2007 d'être promu dans le championnat régional ait une fois de plus été largement dépassé, le SV Waldhof a mobilisé encore plus de fonds avant la saison 2007-2008. Le 24 mai 2008, le club s'est qualifié prématurément pour la nouvelle ligue régionale en battant le SV Linx 2-0 dans son stade Carl-Benz du 24 mai 2008, avec des joueurs expérimentés ayant une certaine expérience en Bundesliga et en deuxième division. Sur le plan économique, cependant, il a traversé une crise, mais il a été sauvé de l'insolvabilité grâce à une injection de fonds à court terme de 500 000 euros du mécène Dietmar Hopp. Il a également apporté son soutien au nouveau centre de développement de la jeunesse, qui devait s'appuyer sur le travail traditionnellement bien fait dans le domaine de la jeunesse. À l'automne 2007, Mario Nöll est devenu président du SV Waldhof. À moyen terme, le club, qui a bénéficié d'une très forte audience selon les standards de la ligue supérieure, souhaitait revenir dans les plus hautes classes du football allemand.

### 4edivision et nouveau retrait de licence
Dans la ligue régionale, qui a été restructurée après l'introduction de la nouvelle 3e ligue, Waldhof a pris la 4e place dans la division sud en saison 2008/09. Au cours de la saison 2009/10, Waldhof a joué en division ouest et a pu se sauver de la relégation avec une 14e place au classement. Au cours de la saison 2010-2011, l'équipe de Mannheim n'a reçu aucune licence de la DFB pour la ligue régionale et a participé à la ligue supérieure du Bade-Wurtemberg. Le 16 décembre 2010, l'entrepreneur Steffen Künster a été élu président du SV Waldhof avec 230 voix sur 321.
En 2010-2011, le club a de nouveau été promu au championnat régional. Ce n'est que lors de l'avant-dernière journée que le FC Nöttingen, qui occupe la tête du championnat depuis le début de la saison, a été éliminé de la première place. Lors de la dernière journée, les deux rivaux n'étaient séparés que par deux points. Lors du match final et décisif contre le FV Illertissen, les joueurs se sont affrontés sur une toile de fond record : 18 313 spectateurs ont assisté au duel dans le stade Carl-Benz à Mannheim. Il s'agit du plus grand nombre de spectateurs jamais atteint dans un match de cinquième division en Allemagne (record précédent : FC Sachsen Leipzig vs. 1. FC Lokomotive Leipzig (14 968 spectateurs)). La SVW a remporté le match 6:0 (4:0) (Reule (12./22./36.), Kyei (38.), Malchow (75.), Dautaj (87.)), tandis que le FC Nöttingen a perdu à domicile contre FC 08 Villingen avec 0:3. Avec 83 points et cinq points d'avance sur le FC Nöttingen, le SV Waldhof Mannheim s'est assuré le championnat et la promotion directe au championnat régional.
En 2011-2012, Waldhof Mannheim s'assure le maintien et a terminé la saison à la douzième place du championnat régional. Pour la saison 2012-2013, l'équipe a été reconstruite et l'objectif était une position en haut de tableau. En avril 2013, l'ancien joueur Jürgen Kohler est revenu au club pour une courte période en tant que manager sportif. Dans le même temps, l'entraîneur Reiner Hollich a démissionné pour des raisons personnelles et a remis l'équipe à l'ancien coéquipier Andreas Clauß. Au début de la saison 2013-2014, Kenan Kocak a été engagé comme nouvel entraîneur. Dans la saison 2015-2016 Waldhof Mannheim a atteint la première place de la Regionalliga Südwest. Le championnat a été suivi de deux matchs de promotion contre l'équipe de Sportfreunde Lotte pour la montée en troisième division. Après une défaite à domicile 2:0 à l'aller, l'équipe de Kenan Kocak est restée dans la Regionalliga Südwest. Le match au stade Carl-Benz a réuni 22 371 spectateurs.
En juillet 2016, Gerd Dais devient le nouvel entraîneur du SV Waldhof Mannheim. Il a suivi Kenan Kocak, qui à son tour a rejoint l'ancien club de Dais, le SV Sandhausen en deuxième division.
Le 15 septembre 2016, l'assemblée générale du club a décidé de scinder l'équipe régionale en une SARL. L'entrepreneur Bernd Beetz, ancien PDG du fabricant de parfums Coty, a mis un million d'euros à la disposition de l'entreprise sous forme de capital social. L'ancien président par intérim Klaus-Rüdiger Geschwill a été élu président le 24 novembre 2016 par l'assemblée générale de l'association.
En janvier 2017, le club a finalement annoncé la restructuration et depuis lors, le département de football professionnel du SV Waldhof Mannheim opère sous le nom de SV Waldhof Mannheim 07 Spielbetrieb GmbH. Ses actionnaires sont Neun10hundert07 GmbH, une filiale de la famille Beetz (97 %) et SV Waldhof Mannheim 07 e. V. (3 %).
Au cours de la saison 2016-2017, la SVW a de nouveau obtenu les matchs pour la promotion en troisième division en tant que vice-champion. L'adversaire était le SV Meppen de la ligue régionale Nord. Après un nul vierge à domicile lors du match aller devant 24 186 spectateurs, ils ont perdu aux tirs au but lors du match retour devant 13 815 spectateurs dans le Hänsch-Arena complet 3:4 et sont restés dans le championnat régional.
Le 16 octobre 2017, le SV Waldhof Mannheim a suspendu son entraîneur-chef et directeur sportif Gerd Dais avec effet immédiat, après que l'équipe a atteint après 13 matches seulement 21 des 39 points possibles. Michael Fink a ensuite continué à entraîner l'équipe sur une base intérimaire et Benjamin Sachs a été embauché comme coentraîneur. Comme la Regionalliga Südwest a refusé à Fink d'accorder une dérogation pour continuer en tant qu'entraîneur-chef jusqu'à la fin de la saison 2017-2018 pour obtenir la licence d'entraîneur nécessaire, Bernhard Trares a été engagé comme nouvel entraîneur-chef le 4 janvier 2018. Depuis lors, Trares est responsable de la première équipe avec le co-entraîneur Sachs, la coopération entre Michael Fink et SV Waldhof Mannheim a été rompue le jour même.
Sous la houlette de l'entraîneur Trares, le SV Waldhof s'est classé deuxième pour la troisième fois d'affilée en 2017/18 en tant que vice-champion pour la promotion en troisième division. L'adversaire était le KFC Uerdingen 05 les 24 et 27 mai 2018.

Après la victoire 1:0 d'Uerdingen au match aller et l'avance 2:1 au match retour à Mannheim, le match, déjà interrompu à plusieurs reprises par des émeutes de part et d'autre, a sombré dans le chaos à la 82e minute. Les supporters du Waldhof ont enflammé des pétards, au total, 45 personnes ont été blessées lors des émeutes. Après une interruption d'environ 15 minutes et l'annonce de la poursuite du match, d'autres pétards ont suivi, ce qui a finalement conduit à l'annulation finale par l'arbitre Patrick Ittrich. Le match a été validé plus tard 2:0 pour Uerdingen, ce qui ajoute un nouvel échec de montée pour le SVW. Le SV Waldhof a été sanctionné pour les émeutes par une amende de 25 000 euros et une déduction de trois points pour la saison suivante. Les trois quarts de l'amende infligée ont finalement été payés volontairement par le groupe de supporters d'Ultras Mannheim 1999, qui avait été identifié comme le principal responsable, sur leurs propres ressources. Le 20 mars 2019, la SVW a gagné un procès contre la DFB devant le tribunal régional de Francfort qui a retiré la déduction en trois points. Le juge Richard Kästner a qualifié le jugement de "provisoirement exécutoire", les points étant déjà crédités au Waldhof pour la saison en cours, bien que la DFB ait annoncé un appel.
Le 28 octobre 2018, Klaus Geschwill, Markus Ritzmann, Alexander Rudnick et Klaus Bittinger ont quitté le Conseil de surveillance de SV Waldhof. Dans un communiqué de presse, il était fait état de "points de vue divergents sur l'application de la règle 50+1 de la DFB", qui n'avait pas été propice à l'appariement des opérations. Depuis la scission de l'équipe professionnelle en une Spielbetriebs-GmbH, des conflits sont apparus entre le présidium du club et le principal investisseur Bernd Beetz. Beetz est alors le seul candidat à se présenter à la présidence à l'assemblée générale du 28 novembre 2018 et est élu par 180 voix sur 266 (26 abstentions, 60 non). Avec Bernd Beetz comme président de l'e.V., Spielbetriebs GmbH est depuis lors contrôlée de facto par la famille Beetz, bien que selon les statuts de l'e.V., celle-ci doive disposer de la majorité des voix à l'assemblée générale de la GmbH conformément à la règle 50+1.

### Retour au monde professionnel
Le 20 avril 2019, le SV Waldhof a battu Wormatia Worms 1:0 à domicile. Le 20 avril 2019, le SV Waldhof est passé en troisième division pour la première fois et est revenu au football professionnel 16 ans après avoir été relégué de deuxième division en 2003. Avec une audience officielle de 14 413 spectateurs, le club a battu le record d'un match régulier dans la Regionalliga Südwest, qu'il n'avait que récemment établi lui-même. Dès le 9 mars 2019, 14 326 spectateurs avaient assisté au match contre le 1.FC Sarrebruck. En plus de la promotion, le club participera à nouveau à la Coupe d'Allemagne depuis 2003, puisque le Waldhof rencontrera le Karlsruhe SC en finale de la Coupe de Bade, et s'est déjà qualifié pour la Coupe via sa deuxième place en 3.Liga. Le 1er mai 2019, Mannheim reçoit la licence pour la troisième division.

## Palmarès
- Coupe d'Allemagne
  - Finaliste : 1939

- Championnat d'Allemagne de deuxième division
  - Champion : 1983

## Joueurs célèbres
- Hanno Balitsch
- Bernd Förster
- Karl-Heinz Förster
- Maurizio Gaudino
- Sepp Herberger
- Jürgen Kohler
- Norbert Nachtweih
- Gernot Rohr
- Oskar Rohr
- Otto Siffling
- Paul Steiner
- Christian Wörns
- Daniel Camus
- Ervin Skela
- Teodor Rus
- Hakan Çalhanoğlu

## Anciens entraîneurs
- 1921 :  William Townley